# Juan Fernando Vieytes Pérez
Juan Fernando Vieytes Pérez foi um pintor e artista plástico uruguaio. Ganhou vários prémios nacionais antes da sua morte prematura a 7 de abril de 1962.

## Carreira artística
Vieytes ganhou o seu primeiro Prémio Nacional de Arte do Uruguai por uma pintura que pintou da sua prima, Margot Pérez. Ao longo da sua carreira, foi uma figura importante no cenário artístico uruguaio, e ganhou uma infinidade de prémios até à sua morte prematura em 1962.

## Prémios

### Primeiro lugar
- 1939 - Salon Anual de Artes Plasticas (Montevideo)[7]

### Medalha de bronze
- 1947 - Salon Anual de Artes Plasticas[8]